# TÜV Rheinland

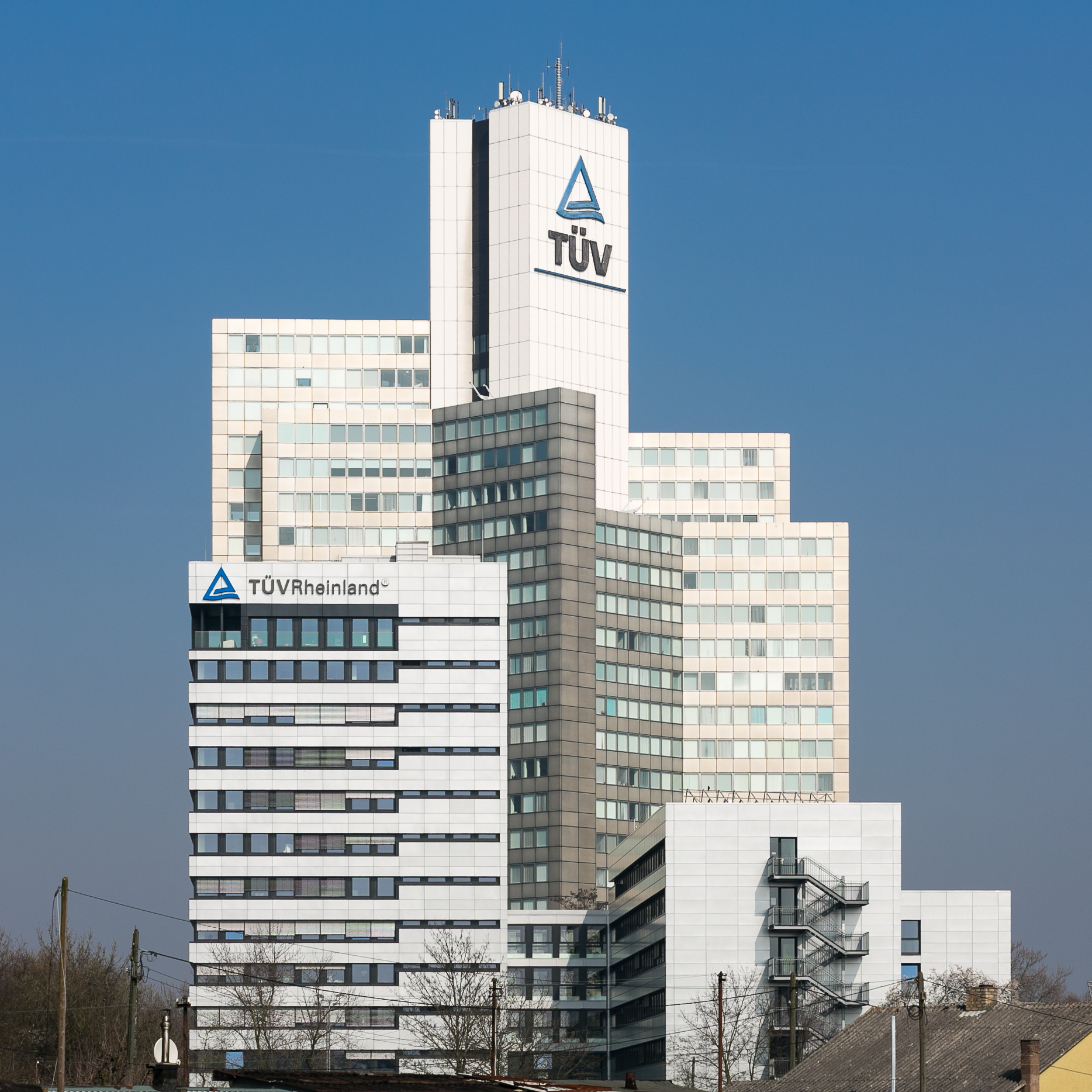
Sede da TÜV Rheinland em Colônia

TÜV Rheinland (Pronúncia em alemão: [ˈtʏf ˈʁaɪnlant]) é um fornecedor global de serviços técnicos, de segurança e de certificação. Originalmente chamada Dampfkessel-Überwachungs-Verein (Inspetorado de Caldeiras a Vapor), a TÜV Rheinland foi fundada em 1872 e tem sede em Colónia, na Alemanha. Rebatizada como grupo TÜV Rheinland (Organização de Inspeções Técnicas) em 1936, emprega cerca de 19.320 pessoas em 520 locais e 69 países, e gera receitas anuais de € 1,731 mil milhões (49% fora da Alemanha). O princípio orientador do grupo é manter um desenvolvimento sustentado de qualidade e segurança para ir ao encontro dos desafios derivados da interação entre o homem, a tecnologia e o ambiente (daí o logótipo triangular).

## Áreas chave de negócio
A TÜV Rheinland reuniu os seus mais de 2.500 serviços num portefólio de 42 áreas de negócio globais. Estas estão, por sua vez, combinadas em 6 ramos de negócio: Serviços Industriais (TÜV Rheinland Industrie Service), Mobilidade (TÜV Rheinland Mobilität), Produtos (TÜV Rheinland Produkte), Cuidados de Saúde (TÜV Rheinland Leben und Gesundheit), Formação e Consultoria (TÜV Rheinland Bildung und Consulting) e Sistemas (Systeme). As áreas de testes incluem motores de veículos, instalações industriais e fábricas, bem como bens de consumo. Os bens de consumo, por exemplo, podem ser testados e certificados de acordo com o rótulo de Marca GS alemã pela TÜV Rheinland. Hoje, a TÜV Rheinland é um líder global nas áreas de testes de brinquedos e mobiliário, bem como na avaliação e certificação de Fotovoltaicos.
Outros serviços incluem a certificação dos sistemas de gestão (de acordo com ISO 9000/ISO 9001) ou serviços de acesso a mercados (que agilizam a importação e exportação dos produtos), por exemplo.
Os ramos de negócio em pormenor:
1. Serviços Industriais
O ramo industrial inclui as áreas de negócios de equipamentos de pressão e tecnologias de materiais, tecnologias de elevadores, tapetes rolantes e máquinas, tecnologias de construção e engenharia elétrica, serviços de cadeia de fornecimento e
integração, engenharia civil, energia e ambiente, bem como gestão e supervisão de projetos.
A inspeção de tanques de pressão representa a origem da inspeção técnica sistemática na Alemanha. A TÜV Rheinland inspeciona equipamentos de pressão ao longo de todo o ciclo de vida do equipamento - desde a produção à operação em segurança. A certificação de produtos, pessoal e instalações de fabrico também fazem parte dos serviços da TÜV Rheinland.
2. Mobilidade
Com 5.5 milhões de inspeções globalmente em cada ano, o negócio de inspeção de veículos móveis e estacionários é uma área central dos segmentos de negócios da TÜV Rheinland. A empresa faz inspeções gerais de veículos em vários países europeus, mas também na Argentina e no Chile. Na Alemanha, a TÜV Rheinland faz mais de 2,6 milhões de inspeções gerais todos os anos.
3. Produtos
Este ramo de negócio cobre os testes a artigos de uso quotidiano, como eletrónica de consumo, vidros, mobiliário, têxteis, brinquedos, artigos de lazer, eletrodomésticos ou alimentos. Outros testes incluem análises ambientais e de substâncias perigosas, testes de compatibilidade eletromagnética para produtos elétricos e eletrónicos, maquinaria e aparelhos médicos, bem como testes de sistemas fotovoltaicos, baterias e células de combustível.
4. Cuidados de Saúde
Saúde ocupacional, proteção e segurança no trabalho, gestão de saúde, aparelhagem médica, prevenção e bem-estar são as questões com que este ramo lida.
5. Formação e Consultoria
O ramo de negócios de formação e consultoria apoia empresas e indivíduos em programas de formação e qualificação, seminários para especialistas e gestores. Além disso, o portefólio da TÜV Rheinland cobre serviços para o mercado de trabalho, gestão de investigação e desenvolvimento, segurança de TI, proteção de dados e segurança de informação, consultoria de negócios, administração de escolas privadas e gestão da sua própria editora.
6. Sistemas
Os serviços da TÜV Rheinland para certificação e auditoria dos sistemas de gestão, bem como de segurança de TI e sistemas de comunicação estão combinados neste ramo de negócio.
A empresa avalia sistemas de gestão e processos de TI, certos serviços ou mesmo organizações inteiras como uma terceira parte neutral.

## Histórico
A história do Grupo TÜV Rheinland é a história do crescimento de uma organização regional de testes até vir a ser uma fornecedora internacional de serviços técnicos. Hoje, o grupo empresarial está ativo em 62 países e em 42 áreas de negócios.
A história da empresa remonta a 1872, quando um grupo de empreendedores fundou o "Dampfkessel-Überwachungs-Vereine" (DÜV) ou "Inspetorado de Caldeiras a Vapor". O objetivo do DÜV era assegurar a segurança técnica de caldeiras a vapor, uma questão premente na época.
1872 Empreendedores fundam o “Verein zur Überwachung der Dampfkessel” (uma organização para
inspecionar caldeiras a vapor) - antecessor do Grupo TÜV Rheinland Group - nos distritos de Elberfeld e Barmen, Alemanha, para assegurarem a segurança das suas instalações de produção. Pouco depois, as autoridades concedem à organização que desempenhe inspeções obrigatórias.
1877 Mais de 80 operadores de caldeiras a vapor fundem-se e formam o “Rheinischer Dampfkessel-Überwachungsverein (DÜV) Cöln-Düsseldorf”.
1900 O DÜV inspeciona os primeiros automóveis e faz os exames de condução.
1918 O DÜV expande as suas atividades para incluirem inspeções de segurança nos setores mineiro e da energia.
1936 O DÜV torna-se TÜV, Technische Überwachungsvereine (Organização de Inspeções Técnicas) e o Rheinischer DÜV torna-se a TÜV Köln.
1962 A TÜV Köln, nessa altura com 600 empregados e seis escritórios, é rebatizada TÜV Rheinland e.V.
1967 Fundação da primeira subsidiária doméstica da TÜV Rheinland.
1970 Fundação da primeira subsidiária no estrangeiro da TÜV Rheinland.
1978 A TÜV Rheinland abre o seu primeiro escritório na Ásia com um gabinete de representação emTóquio.
1980 Abre em Nova Iorque o primeiro escritório da América do Norte da TÜV Rheinland.
1986 A TÜV Rheinland estabelece um escritório subsidiário em Taiwan.
1988 Abre o primeiro escritório em Hong Kong.
1989 O primeiro escritório na China continental é inaugurado em Xangai.
1992 A TÜV Rheinland Holding AG (empresa holding) é criada para supervisionar as operações do grupo empresarial.
1995 A TÜV Rheinland entra no continente sul-americano oferecendo Serviços de Inspeção Automóvel em Córdoba, Argentina.
1997 A TÜV Berlin-Brandenburg e.V. e a TÜV Rheinland e.V. fundem-se para formar a nova TÜV Rheinland Berlin-Brandenburg e.V.
2003 A TÜV Rheinland Berlin-Brandenburg e.V e a TÜV Pfalz e.V. fundem-se para formar a nova TÜV Rheinland Berlin Brandenburg Pfalz e.V., que acabaria por ser o Grupo TÜV Rheinland.
2004 Reestruturação do grupo empresarial, centralizando as operações sob a égide da TÜV Rheinland Holding AG.
2005 Integração da LGA Beteiligungs GmbH juntamente com dois institutos de testes pioneiros da Hungria.
2006 Entrada para a Iniciativa "Global Compact" das Nações Unidas. Integração dos dois principais institutos de testes do Brasil na TÜV Rheinland do Brasil.
2007 Fundação de uma subsidiária na Austrália, que permite ao Grupo TÜV Rheinland ter uma presença em cada continente (excluindo a Antártida) através dos seus próprios escritórios e subsidiárias.
2012 A TÜV Rheinland celebra 140 anos. Com a Topic Energo s.r.o, um comprador checo CER, validou projetos de negociação de carvão na Coreia do Norte, em Kumya, e em dois outros distritos da província de Hamgyong Sul. A Exploração de Suínos de Sokjong foi validada como "um modelo de utilização e destruição de resíduos animais".
2014 Por via de aquisições de empresas do setor de segurança das TIs, a TÜV Rheinland está a tornar-se um dos maiores fornecedores independentes de serviços de teste em segurança de TIs e segurança de informação.

## Empresas recentemente adquiridas
- Geris Engenharia e Serviços Ltda (Brasil) (2010)
- Ductor SA (Brasil) (2007)
- LGA Beteiligungs GmbH (Alemanha) (2007)[5]
- MBVTI (Hungria) (2006)
- MEEI (Hungria) (2006)
- ITACS (Austrália) (2009)
- Sonovation B.V. (Holanda) (2011)[6]
- ifes GmbH (Alemanha) (2013)
- Institute for Safety Technology ISTec (Alemanha) (2014)[7]
- Risktec Solutions Limited (Reino Unido) (2014)
- OpenSky Corp. (EUA) (2014)
- Laben Laboratório de Ensaios Ltda (Brasil) (2014).

## Base de dados online de certificados Certipedia
A TÜV Rheinland fornece documentação de todos os produtos e empresas testados e certificados através da base de dados online Certipedia. Segundo a TÜV Rheinland, a base de dados tem por objetivo gerar transparência. Retalhistas, responsáveis de aprovisionamento e consumidores podem usar a base de dados de certificados para procurar produtos e serviços certificados. Isto pode apoiar as decisões de aquisição, através da avaliação documentada dos testes e da entidade de certificação neutrais. Com base num número de identificação individual, a autenticidade dos certificados também pode ser verificada.